# 세계 주니어 태권도 선수권 대회
세계 주니어 태권도 선수권 대회(영어: World Juniors Taekwondo Championships)는 1996년 바르셀로나에서 처음 개최된 세계 태권도 연맹이 저연령층을 대상으로 격년제로 개최하는 세계선수권대회이다. 이 행사는 2년마다 개최된다.

## 같이 보기
- 세계 태권도 선수권 대회
- 월드컵 태권도 단체전